# Phantasy Star Complete Collection
 (avril 2020).
Si vous disposez d'ouvrages ou d'articles de référence ou si vous connaissez des sites web de qualité traitant du thème abordé ici, merci de compléter l'article en donnant les références utiles à sa vérifiabilité et en les liant à la section « Notes et références ».
Phantasy Star Complete Collection (ファンタシースターコンプリートコレクション, Fantashī Sutā Konpurîto Korekushon) est une compilation de jeu de rôle édité par Sega.
Cette compilation a été créée pour fêter le vingtième anniversaire de la série Phantasy Star. Elle fait partie de la série Sega Ages 2500 et en est le 32e volume.

## Système de jeu
Au lancement du jeu, nous arrivons directement sur une page de sélection des titres disponibles.
Une fois le titre du jeu choisi et lancé, c'est exactement comme si on avait démarré une nouvelle partie depuis la console d'origine. Les commandes sont donc identiques, mais si on appuie sur la touche « select », on accède aux options du jeu en cours (voir plus bas pour plus de détails).
Pour connaître le gameplay de chacun de ces jeux, merci de voir les articles concernés.

### Les titres disponibles
Le DVD contient les quatre premiers titres de la saga, ceux présents en téléchargement sur le Sega Meganet, ainsi que ceux sortis sur Game Gear (ces derniers sont cachés) :
- Phantasy Star (ファンタシースター, Fantashī Sutā?)
- Phantasy Star II (ファンタシースターII 還らざる時の終わりに, Fantashī Sutā II Kanrazaru Ji No Owari ni?)
- Phantasy Star III (時の継承者 ファンタシースターIII, Toki No Keishôsha Fantashī Sutā III?)
- Phantasy Star IV (ファンタシースター 千年紀の終りに, Fantashī Sutā Sennenki No Owari Ni?)
- Phantasy Star II: Text Adventure
- Phantasy Star Adventure (ファンタシースターアドベンチャー, Fantashī Sutā Adobenchâ?)
- Phantasy Star Gaiden (ファンタシースター外伝, Fantashī Sutā Gaiden?)

### Options et bonus
Chaque jeu ne manque pas d'options et bonus.
Pour le premier Phantasy Star, nous avons le choix de la machine : Sega Mark III ou Master System. Concernant la version Sega Mark III, on a la possibilité d'activer le son FM ou non, de choisir la vitesse du jeu, de choisir le niveau de difficulté et il y a aussi quelques autres fonctionnalités. Pour la version Master System, les mêmes options sont disponibles, mais cette fois-ci le jeu est en anglais. Le son FM est obligatoirement désactivé pour cette version.  Côté bonus, nous avons de nombreuses illustrations et un sound test.
Pour Phantasy Star II, Phantasy Star III et Phantasy Star IV, le choix de la machine se limite à la Mega Drive et à la Sega Genesis (la version américaine de cette console). La différence se fait au niveau de la langue utilisée dans le jeu qui sera en anglais ou en japonais suivant quelle machine on aura choisi. Au niveau des options et bonus, on retrouve exactement les mêmes choses que pour le premier titre, mais cette fois-ci sans option FM, cette fonctionnalité étant présente que sur Sega Mark III.
Pour Phantasy Star II: Text Adventure, pas de choix de machine, puisque cette série n'était disponible que sur le Sega Meganet. On a par contre la possibilité de jouer aux huit aventures qu'elle contenait. Le Soundtest et la galerie d'illustrations font également partie des bonus.
Les jeux Phantasy Star Gaiden et Phantasy Star Adventure sont les deux jeux cachés de cette compilation.  Nous pouvons y jouer uniquement après avoir fait une manipulation bien précise à l'écran de titre. Peu d'options y sont disponibles et ils sont uniquement en japonais. On peut tout de même accéder à une galerie d'illustration et un soundtest. Étant sortis sur Game Gear, la résolution d'écran est plus petite et ces deux jeux ne tournent donc pas en plein écran.
En dehors du DVD du jeu, on trouve dans le manuel quelques cartes et un inventaire des armes et objets disponibles.